# Скаршевек
Скаршевек (пол. Skarszewek) — село в Польщі, у гміні Желязкув Каліського повіту Великопольського воєводства.
Населення — 252 особи (2011).
У 1975-1998 роках село належало до Каліського воєводства.

## Демографія
Демографічна структура станом на 31 березня 2011 року:
|          | Загалом | Допрацездатний вік | Працездатний вік | Постпрацездатний вік |
| -------- | ------- | ------------------ | ---------------- | -------------------- |
| Чоловіки | 117     | 28                 | 77               | 12                   |
| Жінки    | 135     | 35                 | 79               | 21                   |
| Разом    | 252     | 63                 | 156              | 33                   |